# Capital megye (Santiago del Estero)
Capital egy megye Argentína északi részén, Santiago del Estero tartományban. Székhelye Santiago del Estero.

## Népesség
A megye népessége a közelmúltban a következőképpen változott:
| Év   | Lakosság |
| ---- | -------- |
| 2001 | 242 636  |
| 2010 | 267 125  |